# Breathe (película de 2024)
Breathe es una película estadounidense de suspenso, acción y ciencia ficción de 2024 dirigida por Stefon Bristol, escrita por Doug Simon y protagonizada por Jennifer Hudson, Milla Jovovich, Quvenzhané Wallis, Common y Sam Worthington. La película está ambientada en un mundo donde los niveles de oxígeno en la Tierra han disminuido, lo que hace imposible vivir en la superficie del planeta sin equipos especializados.

## Reparto
- Jennifer Hudson como Maya
- Milla Jovovich como Tess
- Quvenzhané Wallis como Zora
- Common como Darius
- Sam Worthington como Lucas
- Raúl Castillo como Micah
- Dan Martin como Mike

## Producción
En diciembre de 2019, se reveló que el guion de Doug Simon Breathe estaba en la "Lista Negra" de ese año de los guiones no producidos más queridos en Hollywood. En mayo de 2022, se anunció que Sam Worthington, Jennifer Hudson, Milla Jovovich, Quvenzhané Wallis y Common protagonizarían la película, que será dirigida por Stefon Bristol.
El rodaje tuvo lugar en Pensilvania a finales de 2022.

## Estreno
Breathe se estrenó en cines limitados, video bajo demanda y formatos digitales el 26 de abril de 2024.